# Rule, Texas
Rule är en kommun (town) i Haskell County i Texas. Vid 2010 års folkräkning hade Rule 636 invånare.